# Yvng Swag
Тишон Джонсон (родился 20 февраля 1999 года), Yvng Swag (псевдоним) — американский трэп-исполнитель, танцор и блогер. Стал известен благодаря публикации видео на платформе Vine и в социальной сети Instagram.

## Биография
Танцор хип-хопа поколения миллениалов,
Тишон родился в 1999 году в Честертауне. Он начал заниматься танцами в 8 лет, считает себя разносторонним артистом.
Будучи школьником, снял несколько видеороликов и два видео с его танцами были опубликованы в WorldStarHipHop, также все видеоролики Тишона ретвитнул Джастин Бибер.
В 2017 году Тишон подписал контракт с Ncredible Entertainment. Основатель и владелец компании Ник Кэннон был восхищён мастерством танцора: «Я тоже так умею, но он делает это лучше, он буквально взлетает на глазах!». В том же году Свэг выступил с дебютным альбомом с новыми треками на Ncredible Entertainment.

## Дискография

#### Альбомы
- 2016 — Fall In Luv
- 2017 — 32Teeth
- 2019 — Small Town Act